# Siron (Epikureer)
Siron (Σίρων oder Σείρων), lateinische Namensform Siro, war ein epikureischer Philosoph des 1. Jh. v. Chr., der in Neapolis wirkte. Zu Leben und Lehre ist fast nichts bekannt, Werke sind nicht überliefert. Seine Person ist indirekt in Reflexen seiner Zeitgenossen zu fassen. So lässt Cicero in seinem Dialog De finibus 2, 119 (geschrieben 45 v. Chr., dramatisches Datum 50 v. Chr.) den Unterredner Torquatus Siron in einer Reihe mit dem Zeitgenossen Philodemos von Gadara (gleichfalls Epikureer und mit Neapel assoziiert) als bedeutenden Gelehrten adressieren; eine Verbindung mit Philodem wird auch durch die Erwähnung Sirons in den Herculanensischen Papyri gestützt. Cicero selbst bescheinigt Siron im Lucullus (geschrieben 45 v. Chr., dramatisches Datum ausgehende 60er Jahre v. Chr.), alle Lehren Epikurs im Gedächtnis zu haben; in seinem Brief ad fam. 6, 11, 2 (geschrieben 45 v. Chr.) nennt er Siron seinen Freund, von dem er seine Taten gutgeheißen wissen möchte.
Zum Kreis der Schüler Sirons zählten in jungen Jahren der Dichter Vergil und ein mit diesem befreundeter Varus, wie der Servius-Kommentar zu Vergil Ecl. 6, 13 und Aen. 6, 264 sowie zwei mutmaßliche Jugendgedichte Vergils aus der Sammlung Catalepton (Nr. 5 und 8) mitteilen. Zeitpunkt und Dauer dieses Aufenthaltes sind nicht genau bestimmbar; der Vergilforscher Karl Büchner schätzt ihn als "lange" und entsprechend prägend ein. Das in Catal. 8 angesprochene bescheidene Landgut Sirons ("villula") ist möglicherweise dasjenige, auf dem später Vergil in der Nähe Neapels lebte.